# Trichura
Trichura is een geslacht van vlinders van de familie spinneruilen (Erebidae), uit de onderfamilie Arctiinae.

## Soorten
- T. aurifera Butler, 1876
- T. cerberus Pall., 1772
- T. coarctata Drury, 1773
- T. cyanea Schaus, 1872
- T. dixanthia Hampson, 1898
- T. druryi Hübner, 1826
- T. esmeralda Walker, 1854
- T. fasciata Rothschild, 1911
- T. fulvicaudata Lathry, 1899
- T. fumida Kaye, 1914
- T. grandis Kaye, 1911
- T. latifascia Walker, 1854
- T. mathina Druce, 1898
- T. melanosoma Hampson, 1898
- T. pusilla Rothschild, 1911
- T. urophora Herrich-Schäffer, 1855
- T. viridis Gaede, 1926